# Styrol-Maleinsäureanhydrid-Copolymer
Als Styrol-Maleinsäureanhydrid (DIN-Kurzzeichen SMA oder SMAH) werden thermoplastische Kunststoffe bezeichnet, die hauptsächlich aus Polystyrol (PS) bestehen, das mit Maleinsäureanhydrid funktionalisiert wurde.

## Eigenschaften
Diese Copolymere besitzen eine wesentlich höhere Temperaturbeständigkeit als reines Polystyrol. Sie werden vorwiegend in der Automobilindustrie, aber auch für Werkzeuggehäuse sowie Haushalts- und Gartengeräte eingesetzt. Bei Terpolymeren von SMA mit weiteren Komponenten dient dieses teils unter der Bezeichnung High Impact Styrol-Maleinsäureanhydrid-Terpolymer (HISMA) als Verträglichkeitsvermittler von unverträglichen Kunststoff-Blends, etwa bei Gemischen aus Polyamid- und ABS-Kunststoffen, aber auch als hochschlagfeste Beschichtung.
Die Herstellung von SMA-Copolymeren erfolgt durch Massepolymerisation.
Sie besitzen eine hohe Festigkeit und Steifigkeit sowie eine hohe Schlagzähigkeit. Diese Eigenschaften können durch Beimischung des Kunststoffs Acrylnitril-Butadien-Styrol (ABS) optimiert werden. Solche Stoffgemische werden auch als Polymer-Blends bezeichnet – in diesem Fall: Polymer-Blend aus ABS + SMA.

## Verwendung

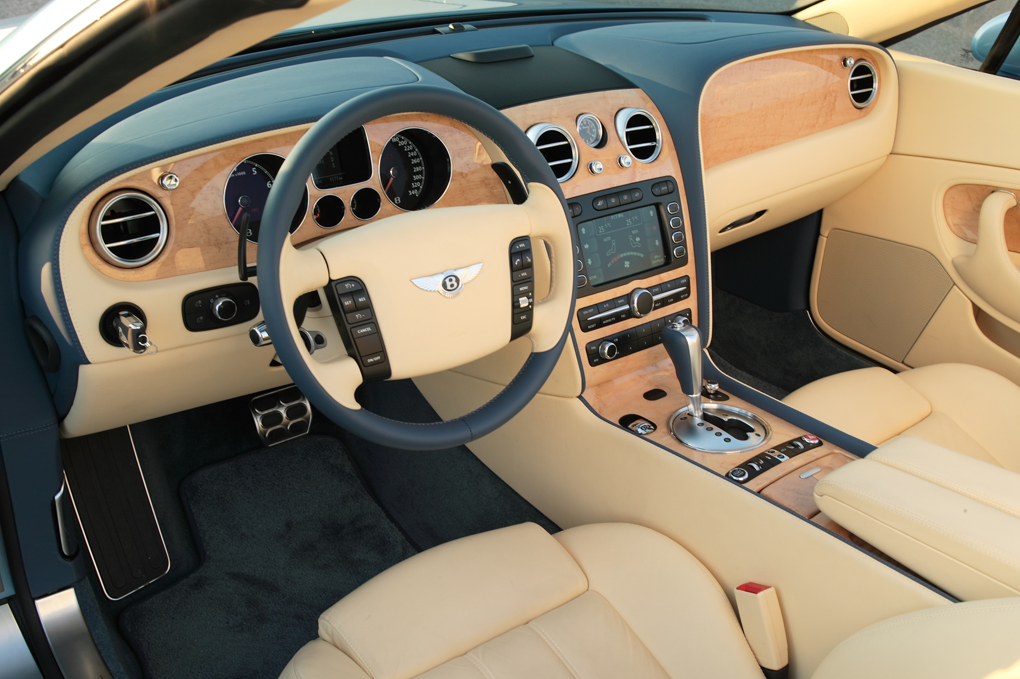
Armaturenbrett eines Bentley Continental GTC

Styrol-Maleinsäureanhydrid wird vor allem in der Autoindustrie für Verkleidungen im Fahrzeuginterieur verwendet.
Typische Beispiele sind das Armaturenbrett bzw. die Armaturentafel, der warmformbare Wagenhimmel (Dachhimmel) in PKW und Radkappen. Weitere Anwendungen sind die Herstellung von Scheinwerfergehäusen, Sanitärausrüstungen und Teile für Waschmaschinen und Staubsauger.